# 伊塔比拉
伊塔比拉是巴西米纳斯吉拉斯州的一个市镇。总面积1256.496平方公里，总人口109380人，人口密度87.1人/平方公里。